# Angels & Agony
Angels & Agony is een in de herfst van 1995 opgerichte Nederlandse futurepop- en electropopband bestaande uit zanger Reinier Kahle, gitarist Erik Wierenga, Marco van Belle op de synthesizer en Fried Bruggink als geluidstechnicus en slagwerker.
De band staat bij het Duitse electrolabel Out of Line onder contract. Tegenwoordig bestaat de basis van de band uit Reinier Kahle en Marco van Belle, tijdens liveoptredens vullen zij de band aan met gastmuzikanten.

## Discografie
- Unity, ep (1999)
- Darkness, ep (2001)
- Eternity, Album (2001)
- Forever, ep (2002)
- Salvation, ep (2003)
- Avatar, album (2004)
- Unison, album (2007)
- Monument, album (2015)